# Saint-Vaury
Saint-Vaury is een gemeente in het Franse departement Creuse (regio Nouvelle-Aquitaine). De gemeente telde 1.729 inwoners op 1 januari 2022. De plaats maakt deel uit van het arrondissement Guéret.
De plaats werd voor het eerst genoemd in 766 als Boarnerges. Dat werd later Bernage en vervolgens Saint-Vaury, naar de heilige Valeric, een eremiet die hier aan het einde van de 7e eeuw zou geleefd hebben.
De kerk Saint-Julien werd gebouwd in de 11e eeuw maar onderging in de loop der eeuwen tal van veranderingen. In 1921 veroorzaakte een blikseminslag een brand die de toren en het dakgewelf vernielde. Deze werden herbouwd in gewapend beton.

## Geografie
De oppervlakte van Saint-Vaury bedroeg op 1 januari 2022 46,5 vierkante kilometer; de bevolkingsdichtheid was toen 37,2 inwoners per km².
Het hoogste punt van de gemeente is de Puy des Trois Cornes (635 m).
De onderstaande kaart toont de ligging van Saint-Vaury met de belangrijkste infrastructuur en aangrenzende gemeenten.

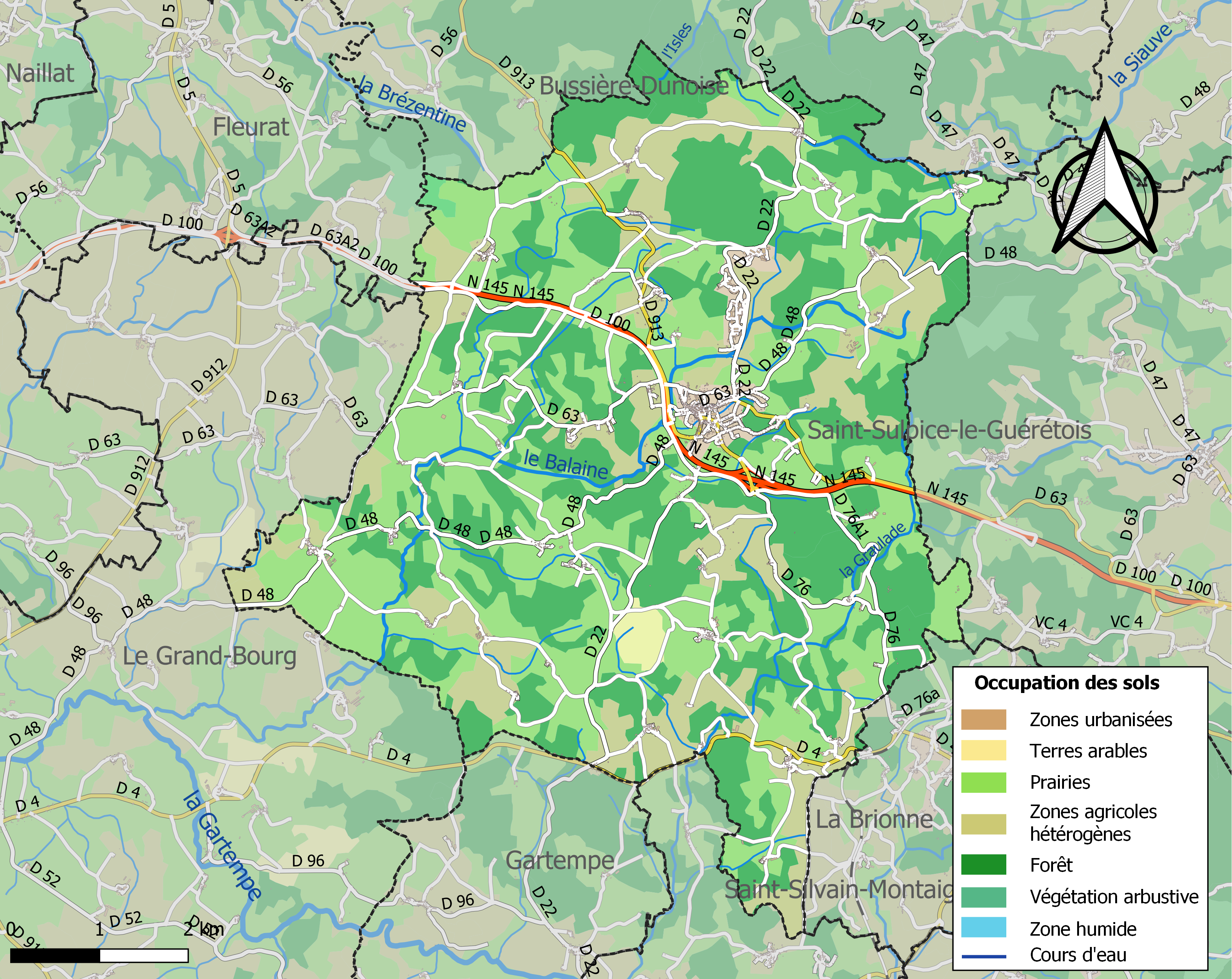

## Demografie
Onderstaande figuur toont het verloop van het inwonertal (bron: INSEE-tellingen).

## Overleden
- Nelly Borgeaud (1931-2004), Zwitserse actrice